# Abbad ibn Bishr
Abbad ibn Bishr (arabe : عَبَّاد إِبْن بِشْر) était un compagnon du prophète de l'islam Mahomet. Il était connu pour sa piété, ses connaissances et son courage pendant la bataille. Il se convertit à l'âge de 15 ans, après le second serment d'allégeance d'al-`Aqaba, lorsqu'il entendit Mous`ab ibn `Oumayr réciter le Coran et expliquer les préceptes de l'islam aux Ansar.